# Джън Сайсай
Това е китайско име. Фамилията на тенисистката е Джън.
Джън Сайсай (или Джън Сай-Сай) (на китайски: 鄭賽賽) е професионална тенисистка от Китай.

## Биография
Джън е родена на 5 февруари 1994 г. в град Шънси.
Джън започва да играе тенис на 8-годишна възраст в тенис академия. Неин треньор е Алан Ма. Тенис идолът ѝ е Жюстин Енен.
Любимият удар на Джън е дроп шот, а любими турнири – Откритото първенство на Австралия и Уимбълдън. Учи международни отношения. Целите ѝ са да достигне Топ 30 в ранглистата при жените и да спечели титла от Големия шлем на двойки.